# Stephanopus azureus
Stephanopus azureus är en svampart som beskrevs av M.M. Moser & E. Horak 1975. Stephanopus azureus ingår i släktet Stephanopus och familjen spindlingar.   Inga underarter finns listade i Catalogue of Life.